# Brighton (Tennessee)
Brighton és una població dels Estats Units a l'estat de Tennessee. Segons el cens del 2000 tenia 1.719 habitants.

## Demografia
Segons el cens del 2000, Brighton tenia 1.719 habitants, 596 habitatges, i 470 famílies. La densitat de població era de 242,2 habitants/km².
Dels 596 habitatges en un 49,5% hi vivien nens de menys de 18 anys, en un 56,7% hi vivien parelles casades, en un 17,3% dones solteres, i en un 21,1% no eren unitats familiars. En el 18,3% dels habitatges hi vivien persones soles el 8,6% de les quals corresponia a persones de 65 anys o més que vivien soles. El nombre mitjà de persones vivint en cada habitatge era de 2,88 i el nombre mitjà de persones que vivien en cada família era de 3,27.
Per edats la població es repartia de la següent manera: un 36,2% tenia menys de 18 anys, un 8% entre 18 i 24, un 34% entre 25 i 44, un 13,3% de 45 a 60 i un 8,6% 65 anys o més.
L'edat mediana era de 29 anys. Per cada 100 dones de 18 o més anys hi havia 82,8 homes.
La renda mediana per habitatge era de 43.510 $ i la renda mediana per família de 46.538 $. Els homes tenien una renda mediana de 36.012 $ mentre que les dones 25.789 $. La renda per capita de la població era de 15.432 $. Entorn del 7,8% de les famílies i el 8,3% de la població estaven per davall del llindar de pobresa.

## Poblacions més properes
El següent diagrama mostra les poblacions més properes.